# Germain Delavigne
Pour les articles homonymes, voir Delavigne.
Louis Marie Germain Delavigne, né le 1er février 1790 à Giverny et mort le 3 novembre 1868 à Montmorency, est un dramaturge français.

## Biographie
À sa sortie du collège Sainte-Barbe, Delavigne fut employé au ministère de l’Intérieur en qualité de rédacteur, et plus tard de sous-chef dans la direction de la police générale. Privé de cet emploi, alors qu’il comptait déjà neuf années de service, à l’époque de la Restauration où François Franchet d'Esperey avait été appelé à la tête de son administration, il occupa, sous le règne de Louis-Philippe Ier, le poste de garde du mobilier de la couronne.
Stimulé par les succès littéraires de son frère cadet, le poète Casimir Delavigne, il entama une carrière dramatique. Pendant que son frère adressait ses premiers vers au roi de Rome, il fit ses premiers essais au théâtre du Vaudeville, en 1811, avec les Dervis, écrit en collaboration avec Eugène Scribe. Cette collaboration avec celui qui avait été son camarade d'études au collège donna lieu à un grand nombre de pièces de théâtre et de livrets d'opéras. Il prit part aux pièces les plus applaudies de ce dernier : la Somnambule, le Mariage enfantin, le Vieux Garçon, l’Héritière, le Diplomate, la Muette de Portici, etc. Il écrivit avec son frère le livret pour l’opéra Charles VI, etc.
Le 1er novembre 1830, à minuit, à Saint-Vincent-de-Paul, il épousa la musicienne Jenny Letourneur (d), en même temps que son frère épousait Élisa de Courtin, fille d’adoption de la reine Hortense.
— Nous nous marions tous les deux jeudi soir, dirent-ils au roi.

— Ah !

— À la même heure.

— Ah !

— Dans la même église.

— Ah ! et avec la même femme ?
On disait à Germain Delavigne : « Vous êtes un girondin de l’art, vous n’avez pas la grandeur d’un révolutionnaire véritable, vous pactisez avec Racine et Boileau, vous n’êtes rien et ne serez rien. » Il aurait plus de réputation encore que celle dont il a joui, si l’illustration de son frère n’était venue absorber la sienne. Il utilisa également le pseudonyme de « Saint-Germain ». Outre ses propres œuvres, on lui doit aussi une édition des Œuvres complètes de son frère en 4 tomes en 5 volumes, augmentée d’une préface et d’une notice pour les Derniers chants. Poèmes et ballades sur l’Italie.
Il fut élevé au rang de chevalier de la Légion d’honneur, le 8 février 1835, pour ses services au mobilier de la couronne. Il est inhumé au cimetière du Père-Lachaise.

## Œuvres
- Les Dervis, vaudeville en un acte, Vaudeville, 1811.
- Le Vieux Garçon et la Petite Fille, Gymnase, 1811.
- Thibault, comte de Champagne, vaudeville historique en un acte, Vaudeville, 1813.
- Le Bachelier de Salamanque, comédie-vaudeville en deux actes, Vaudeville, 1815.
- Le Valet de son rival, comédie en un acte, Odéon, 1816.
- La Somnambule, comédie vaudeville en deux actes, Vaudeville, 1819.
- Le Colonel, comédie-vaudeville en un acte, Gymnase, 1821.
- Le Mariage enfantin, Gymnase, 1821.
- La Neige ou le Nouvel Éginhard, opéra-comique en quatre actes de Daniel-François-Esprit Auber, Opéra-Comique, 1823.
- L’Avare en goguette, Gymnase, 1823.
- L’Héritière, Gymnase, 1824.
- Le Maçon, opéra-comique en trois actes de Daniel-François-Esprit Auber, Opéra-Comique, 1825.
- La Vieille, opéra-comique en un acte de François-Joseph Fétis, Opéra-Comique, 1826.
- Le Diplomate, comédie-vaudeville en deux actes, Gymnase, 1827.
- La Muette de Portici, opéra en cinq actes de Daniel-François-Esprit Auber, Opéra de Paris, 1828.
- Le Baron de Trenck, Gymnase, 1828.
- Les Nouveaux Jeux de l’amour et du hasard, comédie-vaudeville en un acte, Gymnase, 1830.
- Robert le Diable, opéra en cinq actes de Giacomo Meyerbeer, Opéra de Paris, 1831.
- Charles VI, opéra en cinq actes de Jacques Fromental Halévy, en collaboration avec son frère Casimir, Opéra de Paris, 1843.
- La Nonne sanglante, opéra en cinq actes de Charles Gounod, Opéra de Paris, 1854.